# 1878 dans les parcs de loisirs
| Années des parcs de loisirs : 1875 - 1876 - 1877 - 1878 - 1879 - 1880 - 1881    |
| Décennies des parcs de loisirs : 1840 - 1850 - 1860 - 1870 - 1880 - 1890 - 1900 |

## Les parcs d'attractions

### Ouverture
- Idlewild ( États-Unis)